# Vetsijoki
Vetsijoki (nordsamiska: Veahčajohka) är ett vattendrag i Finland.   Det ligger i landskapet Lappland, i den norra delen av landet, 1 100 km norr om huvudstaden Helsingfors.